# Gianpistone
Gianpistone, pseudonimo di Giovanni Pistone (Roma, 3 febbraio 1929 – Roma, 1º dicembre 2020), è stato un artista, pittore e scenografo italiano.

## Biografia
Nato nel quartiere Testaccio, fin da giovane si appassionò alle arti, e in particolare al teatro, alla pittura e alla scultura; esordì nel 1957 partecipando con due sculture alla Biennale Internazionale di Scultura di Carrara e ricevendo premi di incentivazione da parte delle gallerie romane.
Lavorò come docente di arte fino al 1962, collaborando in modo attivo in qualità di ricercatore e scenografo a diversi spettacoli teatrali al Teatro delle Arti e al Teatro Valle di Roma tra il 1958 e il 1961.
Parallelamente intraprese una lunga serie di viaggi, prima in Europa e poi nel resto del mondo, con particolare attenzione all'Asia. 
Nella sua ricerca furono centrali le tematiche sociali e civiche, quelle relative alla fragilità e all'alienazione dell'uomo come singolo all'interno della società di massa, e il contrasto tra bellezza naturale e progresso tecnologico.
Nel 1966, al culmine della crisi artistica, fondò lo Studio Arte Equipe '66, associazione e comunità sociale ed artistica ispirata alle botteghe quattrocentesche, con epicentro nel suo laboratorio al Testaccio. Lo Studio funse da centro di aggregazione per diversi strati della società in un quartiere periferico, accogliendo ragazzi e anziani spesso in stato di disagio sociale, nonché persone con disabilità.
Per vent'anni lo Studio, sempre guidato da Gianpistone e dai suoi collaboratori più stretti, si dedicò ad iniziative sociali, artistiche e culturali di comunità: manifestazioni, incontri culturali, concerti, spettacoli, dibattiti, laboratori, teatro d’avanguardia, poesia, jazz e folklore. Tra gli ospiti si annoverano Giorgio Albertazzi, Italo Dragosei, Gugliemo "Guasta" Guastaveglia, Enrico Montesano, Cesare Zavattini. Con il passare degli anni fu coinvolto in attività anche al di fuori dell'immediato territorio comunale, fino a spingersi, negli anni Ottanta, in Sicilia, in Francia e in Germania. 
Nel 1974 riceve il Premio Enrico Mattei, motivato con il "riconoscimento alla sua opera e alla nuova dimensione della ricerca".
Notevole fu la produzione, da parte dello Studio, di maschere di legno e cartapesta, perlopiù riproduzioni di originali africani e asiatici o di maschere carnevalesche, una nutrita collezione delle quali è stata raccolta nel Museo Etnologico della Cartapesta, parte del complesso museale di Ucria.
In occasione del 31º Festival dei Due Mondi di Spoleto, nel 1988, Gianpistone e lo Studio Arte Equipe '66 espongono "Le Mille e Una Notte", installazione artistica ispirata alla cultura e alla mitologia islamica medievale, formata da centinaia di marionette umane ed animali. Gran parte di questa installazione fu in seguito acquisita dal Comune di Ficarra che da allora la espone a Palazzo Busacca.
Tra il 1989 e il 1992 realizzò due progetti artistici in collaborazione con l'allora Ospedale psichiatrico di Rovato, propugnando "l'arte come procedimento" e realizzando installazioni artistiche sotto forma di scatole teatrali, con fondali dipinti e assemblaggi a tema realizzati con tecnica mista e con l'ausilio di materiali di recupero.
Negli ultimi anni si divise tra il suo studio a Roma e quello di Poggio Moiano, continuando a partecipare ad eventi e mostre fino al 2016. 
Collezioni pubbliche di sue opere sono ospitate dal Comune di Poggio Moiano e dal Dipartimento di Scienze Politiche dell'Università degli Studi Roma Tre.